# Harry Hopkins
Harry Lloyd Hopkins (ur. 17 sierpnia 1890 w Sioux City, zm. 29 stycznia 1946 w Nowym Jorku) – amerykański polityk, najbliższy i najbardziej zaufany doradca prezydenta USA Franklina D. Roosevelta.

## Życiorys
Od 1938 do 1940 był sekretarzem handlu.
W marcu 1941 prezydent powierzył mu rozeznanie potrzeb i kierowanie dostawami materiałów wojennych na mocy ustawy Lend-Lease. Z tej racji wielokrotnie przebywał w Londynie i Moskwie. Znany był z sympatii wobec Związku Socjalistycznych Republik Radzieckich i Stalina, co bez wątpienia miało istotny wpływ na politykę prezydenta USA wobec ZSRRo. W sierpniu 1941 zrezygnował ze stanowiska, zostając asystentem i doradcą prezydenta do spraw międzynarodowych. Po przystąpieniu Stanów Zjednoczonych do wojny objął funkcję prezesa Zarządu Rozdziału Amunicji, później był członkiem Rady Wojennej Pacyfiku i Zarządu Produkcji Wojennej. Po śmierci Roosevelta działał na rzecz utrzymania dobrych stosunków z ZSRR.
W 1990 były oficer KGB, Oleg Gordijewski, w swojej książce twierdził, iż Hopkins był sowieckim agentem. Z opublikowanych w 1996 dokumentów archiwum Mitrochina wynika, iż Hopkins przekazał sowieckiemu ambasadorowi informację, iż jeden z agentów KGB w Stanach Zjednoczonych jest podsłuchiwany przez CIA. Do dziś brak jednak innych jednoznacznych dowodów, które mogą potwierdzać zarzuty Gordijewskiego.